# Aleksander Gembal
Aleksander Gembal (ur. 17 stycznia 1895 w Kurowie, zm. 5 czerwca 1976 w Warszawie) – oficer piechoty Wojska Polskiego i Polskich Sił Zbrojnych, generał brygady Ludowego Wojska Polskiego, dwukrotny kawaler Orderu Virtuti Militari.

## Życiorys
Szkołę średnią ukończył w Łukowie. W maju 1915 roku został powołany do armii rosyjskiego i w tym samym roku ukończył Szkołę Wojskową w Połtawie. W latach 1916–1918 walczył z Niemcami, a następnie brał udział w ich rozbrajaniu w Siedlcach oraz w Łukowie. Od 1918 roku w Wojsku Polskim. W czasie wojny z Ukraińcami i bolszewikami dowodził kompanią w II batalionie 22 pułku piechoty. W dniach 31 maja–1 czerwca 1919 roku, w czasie polskiej ofensywy majowej, uczestniczył w zdobyciu Tarnopola. W czerwcu tego roku został ranny. 21 grudnia 1920 roku został zatwierdzony z dniem 1 kwietnia 1920 roku w stopniu porucznika, „w piechocie, w grupie byłych Korpusów Wschodnich i byłej armii rosyjskiej”.
W 1924 roku pełnił obowiązki kwatermistrza 22 pp w Siedlcach, którym wówczas dowodził płk Henryk Krok-Paszkowski. W 1925 roku został przeniesiony do 62 pułku piechoty z równoczesnym przydziałem na stanowisko kierownika referatu w Oddziale Ogólnym Dowództwa Okręgu Korpusu Nr IX w Brześciu. Pełniąc służbę sztabową pozostawał na ewidencji kadry oficerów piechoty. 28 stycznia 1931 roku ogłoszono jego przeniesienie z DOK IX do Korpusu Ochrony Pogranicza na stanowisko kwatermistrza. Następnie dowodził batalionem KOP „Orany”.
W marcu 1932 roku został przeniesiony z KOP do 31 pułku piechoty w Łodzi na stanowisko dowódcy batalionu. Otrzymał awans do stopnia podpułkownika piechoty. W 1934 roku ukończył kurs dowódców batalionów w Centrum Wyszkolenia Piechoty w Rembertowie. Od 1 stycznia 1937 pełnił służbę w Departamencie Piechoty Ministerstwa Spraw Wojskowych na stanowisku szefa Wydziału Studiów. Obowiązki na tym stanowisku pełnił do września 1939 roku.
5 września 1939 roku został ewakuowany z Warszawy do Trawnik transportem kolejowym. Wieczorem 7 września z II rzutem Departamentu Piechoty MSWojsk. wyjechał z Trawnik. Po czterech dniach podróży, przez Zamość, Lwów i Brody, dotarł na stację Kopyczyńce, a następnie został zakwaterowany we wsi Probużna. Tam pełnił obowiązki komendanta garnizonu. 16 września otrzymał zaliczkę w wysokości trzech miesięcznych poborów oraz dodatek ewakuacyjny. Rano 17 września, z polecenia szefa departamentu, w towarzystwie majora Kochanowicza miał się udać do Kołomyi z zadaniem przeprowadzenia uzgodnień dotyczących prowadzenia szkolenia w ośrodkach zapasowych na terenie Okręgu Korpusu Nr VI. Do wyjazdu nie doszło z uwagi na wkroczenie bolszewików do Polski. Z Probużnej ewakuował się samochodem półciężarowym razem z ppłk. dypl. Janem Kornausem, jedenastoma oficerami i dwoma podoficerami z Departamentu Piechoty MSWojsk. oraz Oddziału I Sztabu Naczelnego Wodza. W rejonie Czortkowa otrzymał rozkaz udania się do Zabłotowa, gdzie miała być stacja zborna dla oficerów z II rzutu MSWojsk. W Zabłotowie nie zastał wspomnianej stacji, lecz otrzymał rozkaz I Wiceministra Spraw Wojskowych przekroczenia granicy z Rumunią. Granicę przekroczył 18 września o godz. 3.00 w Kutach. Bezpośredniego udziału w walkach nie brał.
Po kampanii wrześniowej przedostał się do Francji. 20 kwietnia 1940 roku został dowódcą 4 Warszawskiego pułku strzelców pieszych. Na czele pułku walczył w kampanii francuskiej. Od 20 czerwca tego roku do zakończenia wojny w Europie był internowany w Szwajcarii. W czasie swej służby w MSWojsk., a następnie we Francji i Szwajcarii był podwładnym gen. dyw. Bronisława Prugar-Ketlinga.
Po powrocie do kraju w 1945 roku został przyjęty do WP i 18 listopada 1946 roku wyznaczony na stanowisko dowódcy 18 Dywizji Piechoty w Białymstoku. 28 sierpnia 1947 roku objął stanowisko komendanta Oficerskiej Szkoły Piechoty Nr 1 we Wrocławiu. W następnym roku został przeniesiony do garnizonu Jelenia Góra z zadaniem zorganizowania Oficerskiej Szkoły Piechoty Nr 2. Po wykonaniu zadania i uruchomienia szkolenia przeniesiony został do Akademii Sztabu Generalnego w Warszawie, w której objął kierownictwo II Kursu. W 1950 roku był szefem Wydziału Wyszkolenia i członkiem Rady Naukowej ASG. 2 sierpnia 1952 roku przeniesiony do dyspozycji MON, a 12 sierpnia tego roku zwolniony z Wojska Polskiego i przeniesiony do rezerwy. Po październiku 1956 roku był komendantem Powszechnej Organizacji „Służba Polsce”
Zmarł 5 czerwca 1976 roku w Warszawie. Został pochowany na Cmentarzu Wojskowym na Powązkach (kwatera B29-2-26).

## Awanse
- porucznik – 21 grudnia 1920 zatwierdzony z dniem 1 kwietnia 1920
- kapitan – zweryfikowany ze starszeństwem z dniem 1 czerwca 1919 (w 1924 – lokata 1249)
- major – 18 lutego 1928 ze starszeństwem z dniem 1 stycznia 1928 i 205. lokatą w korpusie oficerów piechoty
- podpułkownik – pomiędzy 1932 a 1936[8]
- pułkownik – 28 lutego 1946 ze starszeństwem z dniem 1 stycznia 1943
- generał brygady – 9 lipca 1947 ze starszeństwem z dniem 22 lipca 1947

## Życie prywatne
Mieszkał w Warszawie. Od 1919 był żonaty ze Stefanią Czesławą z domu Jorajtys (1896–1921). Małżeństwo miało córkę Halinę Marię.

## Ordery i odznaczenia
- Krzyż Srebrny Orderu Wojennego Virtuti Militari nr 9001 (1940)
- Krzyż Srebrny Orderu Wojskowego Virtuti Militari (28 lutego 1921)[14]
- Krzyż Oficerski Orderu Odrodzenia Polski (11 października 1946)[15]
- Krzyż Walecznych (trzykrotnie: po raz 2 i 3 w 1921 „za czyny męstwa i odwagi wykazane w bojach toczonych w latach 1918–1921”)[16]
- Złoty Krzyż Zasługi (trzykrotnie: 11 listopada 1937[17], 9 stycznia 1947[18], 1957)
- Srebrny Krzyż Zasługi (10 listopada 1928)[19]
- Medal „Siły Zbrojne w Służbie Ojczyzny” (1951)
- Krzyż Wojenny ze złotą gwiazdą (Francja)[2]